# ダーチャ

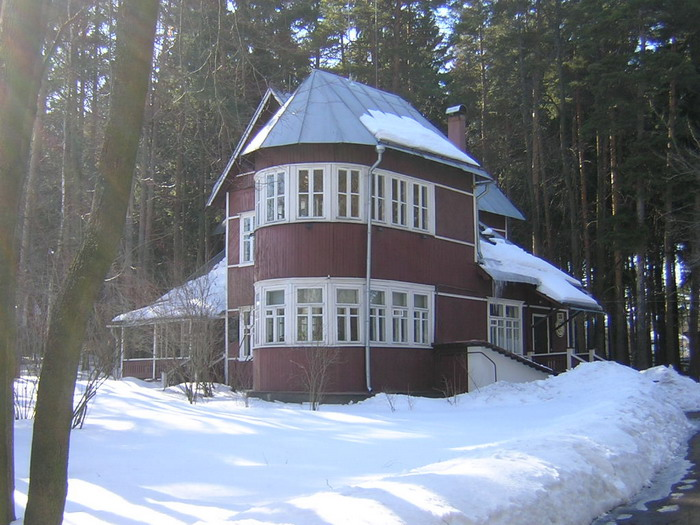
ペレデルキノ居住地にあるボリス・パステルナークのダーチャ

ダーチャ（ロシア語 дача  listen、英語 dacha）は、ロシア・旧ソ連圏で一般的な菜園付きセカンドハウスである。

## 概要
ロシア語でダーチャはダーチ（与える）という動詞に由来し名詞ダーチャは（与えられたもの）の意味である。これは1700年代にピョートル大帝が庭園付き別荘を家臣の貴族たちに下賜したことに由来する。現在のような大衆的ダーチャは第二次世界大戦中から大戦後の食糧不足の対策として、市民に対し土地を与えるように州政府や国に要求する運動が起こり、1960年代にフルシチョフ政権が一家族に最低600ソートック（平米）の土地を与えるよう法制化したものである。当初は物置小屋程度のものが多かったが最近のダーチャはインフラが整備され、電気、ガス、水道、舗装道路まで完備しているものがある。サンクトペテルブルク郊外にはダーチャ行の専用鉄道まである。ダーチャの家屋も次第に贅沢になりサウナやプール、本格的キッチン、子供の家まで備えたものもある。普段は近隣の都会（車で30分 - 1時間程度）に居住し、週末のみ利用する持ち主が多い。特に夏の間は盛んに利用され、夏休みに家族そろって長期間ダーチャで過ごすケースも多い。かつての貴族の別邸から掘っ立て小屋のようなものまで、規模や質はさまざまである。
ソ連崩壊後、最近ではダーチャが盛んに売買されるようになってきて専門の不動産業者まで現われている。
ダーチャ所有者は、ダーチニック（дачник）と呼ばれることもある。所有者は、この近くで菜園（огород：個人所有の菜園のこと、国有のものはполе）を営んだり家畜を飼ったりしている。

## 歴史
ダーチャは11世紀にその起源があるが、本格的にはサンクトペテルブルクに帝都を開いたピョートル1世＝ピョートル大帝時代に始まった。
1930年代、スターリン時代に農業集団化で強制的に土地を奪われた農民が「自留地」を要求（要は農民の生産物を根こそぎ徴収しようとしたスターリン政権に対して農民たちが「自分達の食料の自給」を求めた）、獲得しこれが今日の大衆的ダーチャの発端となった。

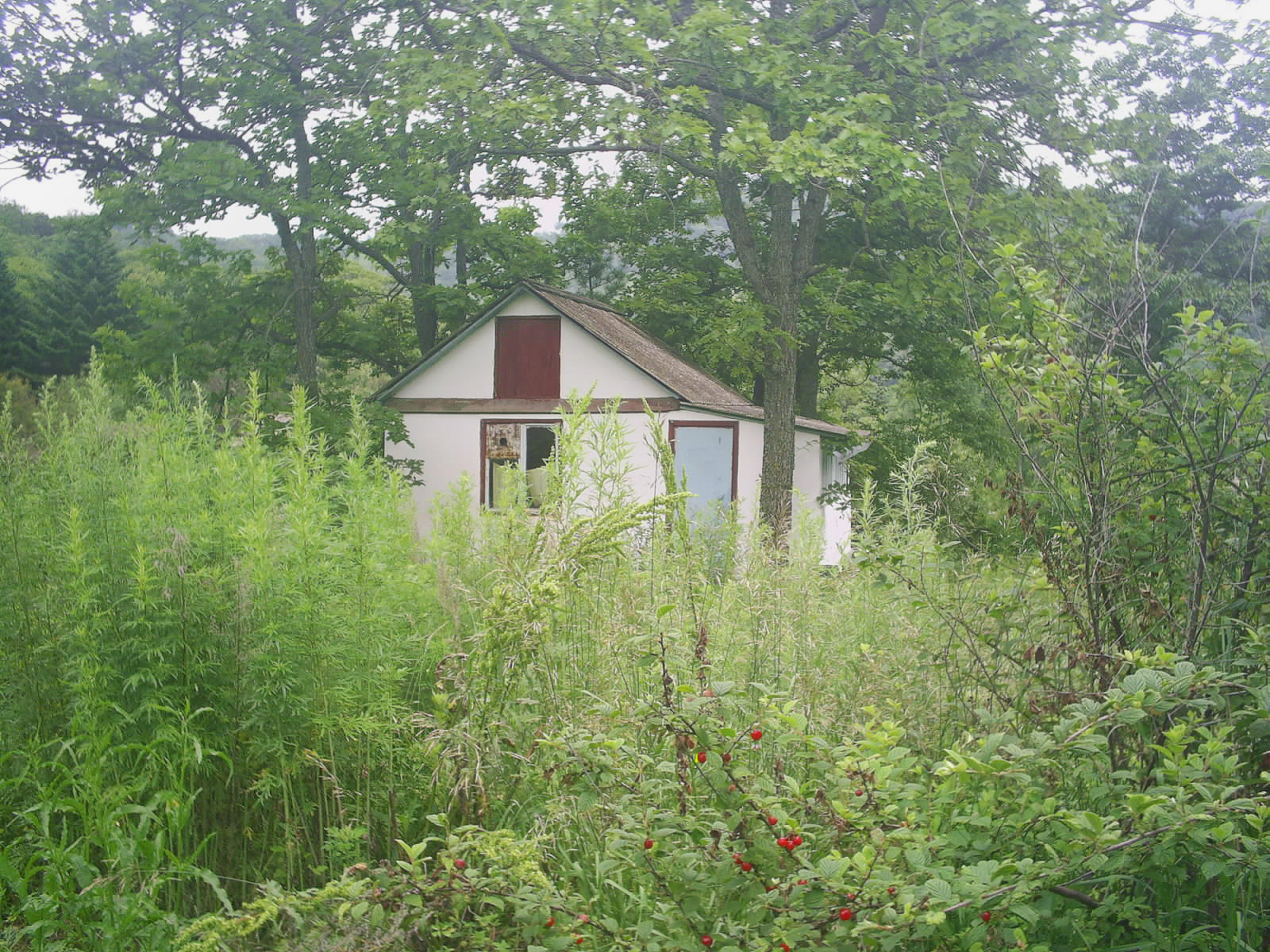
ソ連時代に建築された沿海地方の南部にあるダーチャ

ソ連時代になると、労働者が農民に倣ってダーチャを要求、ダーチャは労働者の保養施設として都市近郊に多数整備されていった。ダーチャの土地用益権は国家や企業組合から希望者に安価で支給され、土地用益権を与えられた市民は自分たちで協力し合って菜園や小屋などを整備した。ソ連では土地は国有であったため土地用益権のみが与えられ、その権利は世帯主一代限りとされた。現在は相続も認められている。
ソ連時代、菜園で栽培した農作物を町に持っていき売る事は禁止されていたが、実際には行われていた。経済が著しく混乱していたソ連末期やロシア共和国初期、ハイパーインフレーションや給与支払いが半年、一年も滞り疲弊し切って、日々の食料調達もままならなかったロシア国民にとって、自活（自給自足）という最終手段で食料、現金収入を得る（自力で瓶詰加工など保存食も製造・保管していた）最後の場でもあった。これがロシアの知られざる力となっている。今では郊外の自然保護、自力で無農薬の安全な食料を確保する手段としても重要視されている。最近では若い人たちが野菜ではなく花を栽培し、ガーデニングを楽しんだり、年金生活者が都心を離れて自然豊かな郊外住宅として利用したり、民宿を建てて営業するなど様々な利用方法が見られる。ダーチャの売買も盛んに行われている。
2020年に流行したCOVID-19によってロシアでは、外出禁止令が出されたことにより、通勤・通院・物資の買い出し(医薬品、衛生用品、食料品、生活用品)・ペットを伴った散歩などの理由がないと警察の取り締まり対象となったが、ダーチャへ赴く事は不要不急の移動とは見做されず、公式に許可されていた。

## 類似する住居
ダーチャに類似する住居。
- ハータ（ロシア語版）[2]
- コテージ
- バンガロー
- 農家
- 別荘
- 番屋
- サマー・ハウス（英語版）